# Roland Neffe

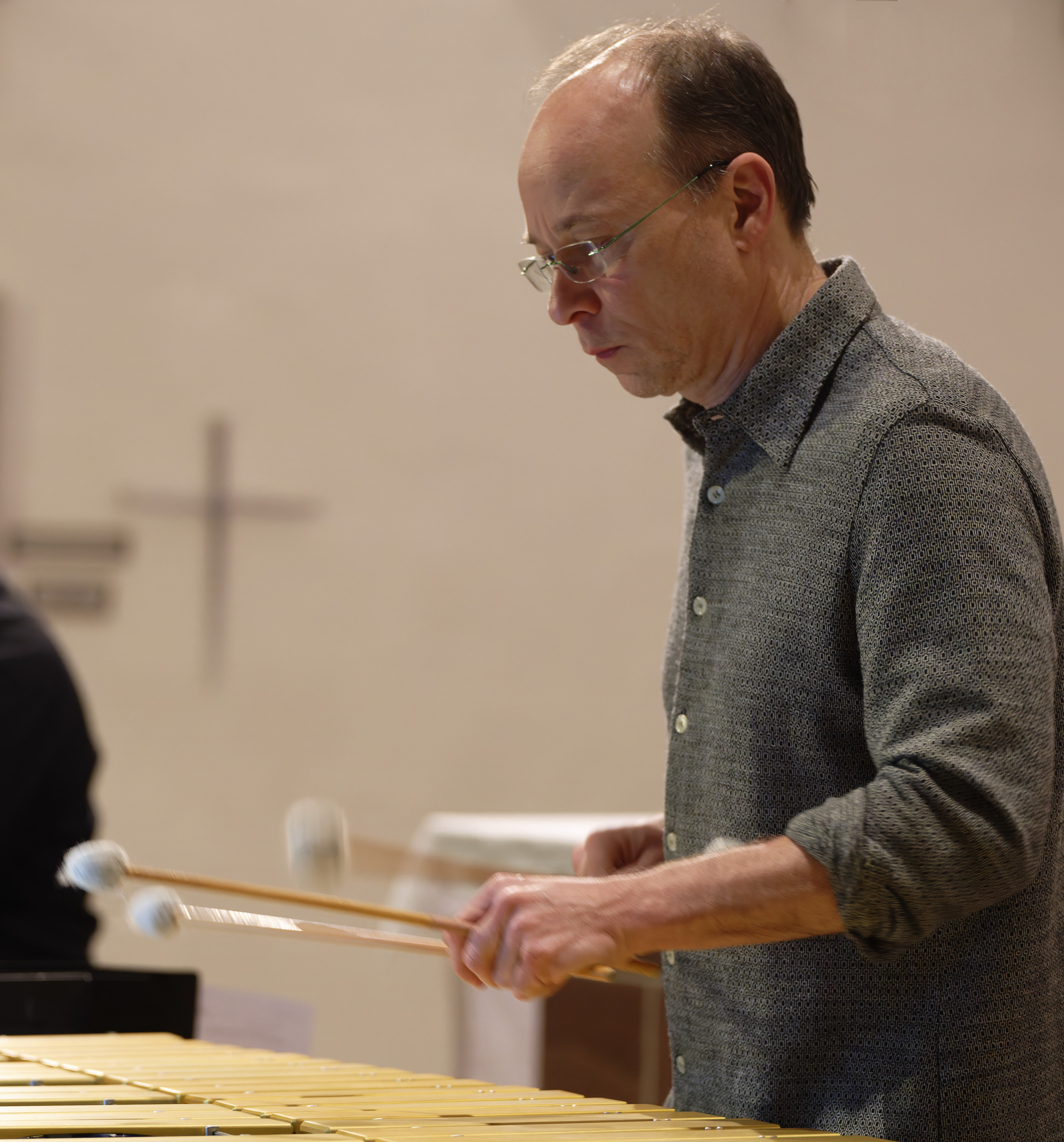
Roland Neffe mit dem Rebecca Trescher Tentett in der Stadtkirche Darmstadt am 14. Februar 2025

Roland Neffe (* 13. Dezember 1970 in Graz, Österreich) ist ein österreichischer Jazzmusiker (Vibraphon, Marimba, Perkussion), Komponist und Interpret Neuer Musik. Seit 1995 lebt er in Berlin.

## Leben und Wirken
Roland Neffe studierte von 1987 bis 1992 klassisches Schlagwerk und Jazz an der Musikhochschule Graz, von 1992 bis 1994 Jazzvibraphon bei Bill Molenhof am Konservatorium Nürnberg. 1994 und 1995 setzte er sein Studium am Berklee College of Music bei Gary Burton und Ed Saindon fort. 1996/97 studierte er bei David Friedman an der Hochschule der Künste Berlin.
Als Vibraphonist und Marimbaspieler befasst er sich mit improvisierter Musik und Jazz unterschiedlichster Art. Von ihm initiierte Projekte sind das Trio Vibes Beyond (mit Achim Tang und Reinhardt Winkler, das zwei Alben bei JazzHausMusik und Unit Records veröffentlichte) und das Quartett Moodra (mit Nathalie Claude, Oliver Saar, Johannes Gunkel). Neffe ist als Perkussionist Mitglied beim Ensemble Mosaik und bei Studio Percussion. Im Bereich der Neuen Musik nahm er Werke von Harald Muenz, Luís Antunes Pena und Sarah Nemtsov auf.
Mit Christian Kögel und Marc Muellbauer bildete er das Wood & Steel Trio, das bis 2023 drei Alben, darunter auch ein Album mit Michael Schiefel, veröffentlichte. Er ist auch auf Alben von Andrej Hermlin, Marc Muellbauer, Peter Fulda, Sido, TAB Collective  und Christian Lillinger (Open Form for Society) zu hören.
Seit 2010 ist Neffe zudem als Dozent für Jazzvibraphon an der Hochschule für Musik Nürnberg tätig.

## Auszeichnungen
- Jazz – Studiopreis des Berliner Senats
- Würdigungspreis des österreichischen Bundesministeriums
- Award des Berklee Talent Scholarship Found
- Arbeitsstipendium des Staates Österreich
- Förderpreis der LAG Jazz Bayern
- 3. Preis Blue Note Jazzsearch